# Adelaide United Football Club 2015-2016
Questa voce raccoglie le informazioni riguardanti l'Adelaide United Football Club nelle competizioni ufficiali della stagione 2015-2016. 

## Rosa
| N. |                      | Ruolo | Calciatore                  |
| -- | -------------------- | ----- | --------------------------- |
| 1  | Australia (bandiera) | P     | Eugene Galeković (capitano) |
| 2  | Australia (bandiera) | D     | Michael Marrone             |
| 3  | Italia (bandiera)    | C     | Iacopo La Rocca             |
| 4  | Australia (bandiera) | D     | Dylan McGowan               |
| 5  | Australia (bandiera) | D     | Osama Malik                 |
| 7  | Spagna (bandiera)    | C     | Pablo Sánchez               |
| 8  | Spagna (bandiera)    | C     | Isaías                      |
| 9  | Spagna (bandiera)    | A     | Sergio Cirio                |
| 10 | Argentina (bandiera) | C     | Marcelo Carrusca            |
| 11 | Australia (bandiera) | A     | Bruce Djite                 |
| 12 | Australia (bandiera) | D     | Mark Ochieng                |
| 13 | Australia (bandiera) | C     | Dylan Smith                 |
| 14 | Australia (bandiera) | C     | George Mells                |

| N. |                      | Ruolo | Calciatore             |
| -- | -------------------- | ----- | ---------------------- |
| 15 | Australia (bandiera) | D     | Ben Warland            |
| 16 | Australia (bandiera) | D     | Craig Goodwin          |
| 17 | Australia (bandiera) | C     | Mate Dugandzic         |
| 18 | Australia (bandiera) | C     | James Jeggo            |
| 19 | Australia (bandiera) | A     | Eli Babalj             |
| 20 | Australia (bandiera) | P     | John Hall              |
| 21 | Australia (bandiera) | D     | Tarek Elrich           |
| 23 | Australia (bandiera) | D     | Jordan Elsey           |
| 24 | Australia (bandiera) | C     | Bruce Kamau            |
| 30 | Australia (bandiera) | P     | John Solari            |
| 32 | Australia (bandiera) | C     | Nathan Konstandopoulos |
| 36 | Australia (bandiera) | C     | James Holland          |